# Saint-Hilaire (Allier)
Saint-Hilaire és un municipi francès, situat al departament de l'Alier i a la regió d'Alvèrnia-Roine-Alps. L'any 2007 tenia 536 habitants.

## Demografia

### Població
El 2007 la població de fet de Saint-Hilaire era de 536 persones. Hi havia 221 famílies de les quals 63 eren unipersonals (24 homes vivint sols i 39 dones vivint soles), 79 parelles sense fills, 59 parelles amb fills i 20 famílies monoparentals amb fills.
La població ha evolucionat segons el següent gràfic:
Habitants censats

### Habitatges
El 2007 hi havia 333 habitatges, 227 eren l'habitatge principal de la família, 56 eren segones residències i 49 estaven desocupats. 306 eren cases i 24 eren apartaments. Dels 227 habitatges principals, 165 estaven ocupats pels seus propietaris, 52 estaven llogats i ocupats pels llogaters i 10 estaven cedits a títol gratuït; 2 tenien una cambra, 17 en tenien dues, 55 en tenien tres, 68 en tenien quatre i 86 en tenien cinc o més. 172 habitatges disposaven pel capbaix d'una plaça de pàrquing. A 110 habitatges hi havia un automòbil i a 82 n'hi havia dos o més.

### Piràmide de població
La piràmide de població per edats i sexe el 2009 era:
| Homes | Edats   | Dones |
| ----- | ------- | ----- |
| 0     | 95 o +  | 0     |
| 0     | 90 a 94 | 4     |
| 4     | 85 a 89 | 4     |
| 8     | 80 a 84 | 0     |
| 8     | 75 a 79 | 12    |
| 20    | 70 a 74 | 16    |
| 16    | 65 a 69 | 16    |
| 16    | 60 a 64 | 24    |
| 16    | 55 a 59 | 24    |
| 28    | 50 a 54 | 24    |
| 16    | 45 a 49 | 32    |
| 12    | 40 a 44 | 12    |
| 12    | 35 a 39 | 12    |
| 24    | 30 a 34 | 12    |
| 28    | 25 a 29 | 28    |
| 20    | 20 a 24 | 16    |
| 24    | 15 a 19 | 28    |
| 12    | 10 a 14 | 20    |
| 4     | 5 a 9   | 20    |
| 12    | 0 a 4   | 4     |

## Economia
El 2007 la població en edat de treballar era de 356 persones, 250 eren actives i 106 eren inactives. De les 250 persones actives 220 estaven ocupades (129 homes i 91 dones) i 31 estaven aturades (18 homes i 13 dones). De les 106 persones inactives 47 estaven jubilades, 18 estaven estudiant i 41 estaven classificades com a «altres inactius».

### Ingressos
El 2009 a Saint-Hilaire hi havia 225 unitats fiscals que integraven 463 persones, la mediana anual d'ingressos fiscals per persona era de 15.395 €.

### Activitats econòmiques
Dels 11 establiments que hi havia el 2007, 3 eren d'empreses de construcció, 3 d'empreses de comerç i reparació d'automòbils, 1 d'una empresa de transport, 1 d'una empresa d'hostatgeria i restauració, 1 d'una empresa de serveis i 2 d'entitats de l'administració pública.
Dels 4 establiments de servei als particulars que hi havia el 2009, 1 era una oficina de correu, 1 fusteria, 1 electricista i 1 restaurant.
L'únic establiment comercial que hi havia el 2009 era una botiga de menys de 120 m².
L'any 2000 a Saint-Hilaire hi havia 23 explotacions agrícoles que ocupaven un total de 1.356 hectàrees.

## Equipaments sanitaris i escolars
El 2009 hi havia una escola elemental.

## Poblacions més properes
El següent diagrama mostra les poblacions més properes.